# Flugplatz Teraina

i7
i11
i13
Der Flugplatz Teraina (englisch Teraina Airfield, auch Washington Island Airstrip, IATA-Code: TNQ, ICAO-Code: PLWN) liegt im Norden des Atolls Teraina, das Teil der kiribatischen Line Islands ist.
Er wird von Air Kiribati über die Route Kiritimati – Tabuaeran – Flugplatz Teraina und zurück angeflogen.

## Fluggesellschaften und -ziele
- Air Kiribati (Tabuaeran)